# Aeroportul West Sale
Aeroportul West Sale (IATA: SXE, ICAO: YWSL) este un aeroport din Victoria, Australia.
Situat la o altitudine de 19 m, aeroportul dispune de o singură pistă. Este operat de Shire of Wellington⁠(d).